# Shuangjing (socken i Kina, Henan)
Shuangjing (kinesiska: 双井, 双井乡) är en socken i Kina. Den ligger i provinsen Henan, i den centrala delen av landet, omkring 280 kilometer söder om provinshuvudstaden Zhengzhou.
Genomsnittlig årsnederbörd är 1 148 millimeter. Den regnigaste månaden är augusti, med i genomsnitt 198 mm nederbörd, och den torraste är december, med 15 mm nederbörd.